# Sainte-Colombe-de-la-Commanderie
Sainte-Colombe-de-la-Commanderie (in catalano Santa Coloma de Tuïr) è un comune francese di 124 abitanti situato nel dipartimento dei Pirenei Orientali nella regione dell'Occitania.
Nel suo territorio comunale nasce il fiume Basse.

## Società

### Evoluzione demografica
Abitanti censiti